# Le Broc (Alpes-Maritimes)
Le Broc település Franciaországban, Alpes-Maritimes megyében. Lakosainak száma 1432 fő (2022. január 1.). Le Broc Bézaudun-les-Alpes, Bouyon, Carros, Gattières, Gilette és Saint-Martin-du-Var községekkel határos.

## Népesség
A település népességének változása:
| Lakosok száma | 339  | 422  | 671  | 1237 | 1405 | 1401 | 1413 | 1414 | 1417 | 1432 |
|               | 1968 | 1982 | 1990 | 2006 | 2013 | 2015 | 2017 | 2019 | 2020 | 2022 |